# Vročinski val v Evropi (2003)
Leta 2003 je Evropo prizadel najhujši vročinski val po letu 1540. Med najbolj prizadetimi območji so bile države zahodne in srednje Evrope. Največje posledice je utrpela Francija, hudo prizadete pa so bile tudi Portugalska, Nizozemska, Španija, Italija, Nemčija, Nizozemska, Združeno kraljestvo in Irska. Najbolj vroče poletje je prineslo hude zdravstvene težave, naravne nesreče in s tem tudi gospodarsko škodo. Skupno število žrtev vročinskega vala pa se je približalo 70.000. 

## Po državah

### Francija
Po navedbah Francoskega nacionalnega inštituta za zdravje so v Franciji so zabeležili 14.802 smrtna primera povezana z vročinskim valom (predvsem starejših oseb). Do večine smrtnih primerov je privedlo neznanje odzivanja na visoke temperature (npr. dehidracija), ker ljudje na splošno niso vajeni takšnih poletij. Večinoma so vajeni blagih poletij in zato tudi niso znali odreagirati. Večina domov je grajenih iz kamna, betona ali opek, ki se načeloma čez dan ne segrejejo močno in ponoči oddajajo minimalno toploto, zato pa tudi običajno nimajo v domovih klimatskih naprav. Med vročinskim valom pa prihaja do tega, da temperature ostajajo visoke tudi čez noč, kar preprečuje naravni ohlajevalni cikel. Starejše in zdravstveno šibkejše osebe, ki so bile med vročinskim valom same, so se težje prilagodile nenadnim spremembam kot tisti, ki so imeli pogoste stike z družino ali zdravstveno oskrbo. 

### Portugalska
Na Portugalskem je bilo ocenjeno, da je umrlo od 1.866 do 2.039 ljudi zaradi vročinskega vala. 1. avgusta 2004 je bil celo zabeležen najbolj vroč dan v zadnjem stoletju. Nočne temperature so krepko presegale 30 °C. Istega dne ob zori se je razvila huda nevihta v južnejšemu delu države. V naslednjem tednu je prišlo do veliko gozdnih požarov zaradi močnega južnega vetra in vročine. V požarih je  bilo uničenih 5 % kmetijskih površin in 10 % gozdnih površin, zabeležili so pa tudi 18 smrtnih žrtev. V Amareleji so takrat zabeležili temperature celo do 48 °C.

### Nizozemska
Na Nizozemskem so tudi imeli hude posledice vročinskega vala, ki pa ni dosegal rekordnih vrednosti. Zabeleženih je bilo 1.500 smrtnih žrtev, prav tako starejših oseb. Najbolj vroč dan je bil zabeležen 7. avgusta v Limburgu in sicer 37,8 °C kar pa je hladneje od rekordne vrednosti 40.8 °C leta 1704. 

### Španija
V Španiji so občutili ta vremenski pojav veliko bolj na severnem delu Španije kot pa na južnem. Zaradi vročinskega vala naj bi po navedbah umrlo 141 oseb. Izmerili so nove rekordne oz. zelo visoke vrednosti temperature. V Sevilli so izmerili kar 45,2 °C.  

### Italija, Nemčija, Švica, Velika Britanija, Irska:
Kot v prejšnjih primerih je vročinski val hudo prizadel tudi slednje države.  Visoke temperature so povzročile probleme pri starejših in obolelih ljudeh, kar je prineslo tudi smrtne žrtve. Visoke temperature pa so povzročile tudi druge naravne nesreče, v Italiji, Nemčiji so bile posledice suše. Ker ni bilo dežja, se je rečni vodostaj znižal. V Nemčiji je bil celo onemogočen ladijski prevoz po rekah Donavi in Elbi. V Švici je prišlo celo do nenadnih poplav zaradi tajanja ledenikov v Alpah. 

## Posledice v poljedelstvu
Največje probleme na kmetijskem področju je seveda povzročala suša. Najbolj so bile prizadete so bile poljščine, kot je pšenica. V določenih državah se je pridelek zmanjšal povprečno za 5–10 %, v nekaterih tudi več (npr. Francija 20 %). Skupna proizvodnja pšenice v EU se je zmanjšala kar za 10 % kar pomeni 10 milijonov ton pridelka manj.
Vročinski val tudi močno pospešuje dozorevanje grozdja, ker toplota dehidrira grozdje, kar pomeni tudi bolj koncentriran »sok«. Do sredine avgusta je grozdje v nekaterih vinogradih že doseglo svojo nominalno vsebnost sladkorja. Zaradi tega in kasneje deževnega vremena se je trgatev začela mnogo prej kot običajno (na primer sredi avgusta na območjih, ki jih običajno požanjejo v septembru).